# François Mansart
François Mansart (født 23. januar 1598 i Paris, død 23. september 1666 sammesteds) var en fransk arkitekt tilhørende klassicismen og barokken.

## Biografi
Han tilhører en oprindeligt italiensk kunstnerslægt, Mensarto. Han påvirkedes af Salomon de Brosse og fastholdt de ældre franske traditioner i sine klare og rolige, kun lidet barokt prægede bygninger. Hans mest berømte værk er lystslottet Château de Maisons (Lafitte) ved Seinen nær Saint-Germain, bygget 1642-51 for finansministeren René de Longueil. Da han under opførelsen ændrede sin plan og på egen hånd lod nogle af de allerede opførte mure nedrive, faldt han i unåde, og andre kom til at fuldføre kirken Val-de-Grâce (stiftet af dronning Anna som tak for Ludvig XIV's fødsel), men ganske beslægtede tanker gennemførte han i slotskapellet i Frênes. Som gammel mand nægtede han at overtage opførelsen af Louvres hovedfacade, da han ikke ville forpligte sig til nøjagtigt at følge sine egne planer. I stedet gik opgaven til Claude Perrault.
Mansardtaget er opkaldt efter ham, selvom han ikke var den første til at anvende dette.